# Funcția beta

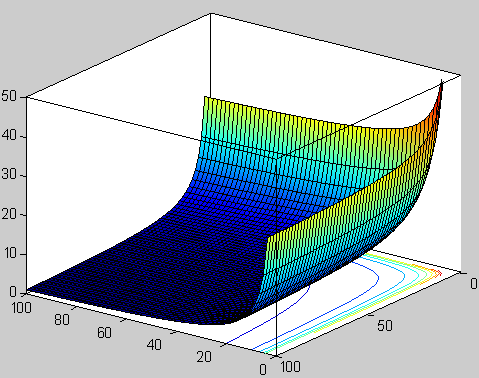
Graficul funcției B(x,y) cu argumente reale pozitive.

În matematică, funcția beta este o funcție specială, înrudită cu funcția gamma, întâlnită în calcularea mai multor integrale definite. Este o funcție cu două variabile și este definită pentru {\displaystyle x>0} și  {\displaystyle y>0} astfel:
{\displaystyle \mathrm {B} (x,y)=\int _{0}^{1}t^{x-1}(1-t)^{y-1}\,dt\;.}

### Definiții alternative
{\displaystyle \mathrm {B} (x,y)=2\int _{0}^{\pi \ /2}(\sin t)^{2x-1}(\cos t)^{2y-1}\,dt\ =2\int _{0}^{\pi \ /2}(\cos t)^{2x-1}(\sin t)^{2y-1}\,dt\;.}
Ca urmare,
{\displaystyle \mathrm {B} (x,y)=\mathrm {B} (y,x).}
Această definiție este valabilă și pentru numerele complexe care au părțile reale pozitive și a fost dată de către Euler în 1730. Numele de funcție beta a fost introdus de către Jacques Philippe Marie Binet în 1839, el aducând mari contribuții la studiul acesteia.
Funcția beta este simetrică și și poate fi calculată cu ajutorul funcției gamma datorită proprietății:

## Proprietate
Fie {\displaystyle Re(x)>0} și {\displaystyle Re(y)>0}. Atunci,
{\displaystyle \mathrm {B} (x,y)={\frac {\Gamma (x)\Gamma (y)}{\Gamma (x+y)}}=\mathrm {B} (y,x).}

## Valori particulare ale funcției beta
{\displaystyle \mathrm {B} \left({\frac {1}{2}},{\frac {1}{2}}\right)=\pi \ },
{\displaystyle \mathrm {B} \left({\frac {1}{3}},{\frac {2}{3}}\right)={\frac {2{\sqrt {3}}}{3}}\pi \ },
{\displaystyle \mathrm {B} \left({\frac {1}{4}},{\frac {3}{4}}\right)=\pi \ {\sqrt {2}}},
{\displaystyle \mathrm {B} \left(x,1\right)={\frac {1}{x}}},
{\displaystyle \mathrm {B} \left(x,1-x\right)={\frac {\pi }{\sin(\pi x)}}},

Pentru {\displaystyle m,n\in \mathbb {N} }, avem:
{\displaystyle \mathrm {B} \left(x,n\right)={\frac {(n-1)!}{x(x-1)...(x+n-1)}},n\geq 1},
{\displaystyle \mathrm {B} \left(m,n\right)={\frac {(m-1)!(n-1)!}{(m+n-1)!}},m\geq 1,n\geq 1}.

## Integralele Wallis
Integralele Wallis au următoarea formă generală:
{\displaystyle W_{n}=\int _{0}^{\pi \ /2}(\sin t)^{n}\,dt\ =\int _{0}^{\pi \ /2}(\cos t)^{n}\,dt\;.}
Ele pot fi calculate cu ajutorul funcțiilor beta și gamma.